# Lukas Pertl
Lukas Pertl (* 3. Mai 1995 in Schwarzach im Pongau) ist ein österreichischer Triathlet. Er ist mehrfacher Österreichischer Meister im Aquathlon sowie auf der Triathlon-Sprintdistanz und Triathlon-Kurzdistanz (2024).

## Werdegang
Lukas Pertl betreibt Triathlon seit 2008 und er wird seit November 2010 von Anton Kesselbecher trainiert. Auch sein jüngerer Bruder Philip Pertl (* 1998) ist im österreichischen Nationalteam als Triathlet aktiv (A-Kader, Nachwuchs).
Er startet seit 2011 im Europacup, er ist im A-Kader des Österreichischen Triathlonverbandes (ÖTRV) sowie Mitglied des Skinfit Racing Teams. Im Mai 2011 wurde der damals 16-Jährige österreichischer Jugend-Staatsmeister Duathlon.
Seit November 2013 ist er als Heeresleistungssportler, des Heeressportzentrums, beim Österreichischen Bundesheer.
Im Juni 2014 wurde er in Neufeld an der Leitha österreichischer Junioren-Triathlon-Staatsmeister auf der Sprintdistanz im Rahmen des Neufelder Triathlons. Im Februar 2015 verbesserte er sich mit seinem vierten Rang in Kapstadt um 116 Plätze auf den 269. Rang der ITU-Weltrangliste. Im Mai konnte er sich an seinem 20. Geburtstag für die U23-Europameisterschaft 2015 in Genf qualifizieren.

### Triathlon-Staatsmeister 2015
Im Juni konnte er am Neufelder See seinen Titel aus dem Vorjahr erfolgreich verteidigen und wurde Elite-Staatsmeister auf der Triathlon-Sprintdistanz. Im Juni 2016 wurde er am Neufelder See Dritter in der Gesamtwertung und U23-Staatsmeister auf der Triathlon-Sprintdistanz. In der ITU-Point-List 2016 belegte er als viertbester Österreicher den 113. Rang.
Im August 2021 wurde er hinter seinem Bruder Philipp beim Ausee Triathlon Vizestaatsmeister auf der Triathlon Sprintdistanz.
Im Juli 2024 wurde der 29-Jährige Triathlon-Staatsmeister über die olympische Distanz und im August tria2025 dann Vize-Staatsmeister.
Lukas Pertl lebt in Dorfgastein. Er ist seit Oktober 2021 verheiratet.

## Sportliche Erfolge
| Datum/Jahr    | Rang | Wettbewerb                                           | Austragungsort        | Zeit     | Bemerkung |
| ------------- | ---- | ---------------------------------------------------- | --------------------- | -------- | --- |
| 17. Aug. 2025 | 2    | ÖTRV Staatsmeisterschaft Triathlon Kurzdistanz       | Thiersee              |          | Vize-Staatsmeister Triathlon über die olympische Distanz beim Thiersee Triathlon                                  |
| 19. Apr. 2025 | 1    | ITU Asia Triathlon Cup                               | Dexing                | 01:48:39 | |
| 13. Juli 2024 | 1    | ÖTRV Staatsmeisterschaft Triathlon Kurzdistanz       | Wallsee               |          | Triathlon-Staatsmeister über die olympische Distanz                                                               |
| 22. Juni 2024 | 7    | ETU Europe Triathlon Cup Wels                        | Wels                  | 00:57:02 | |
| 23. März 2024 | 3    | ATU Africa Triathlon Cup                             | Swakopmund            | 00:58:40 | hinter Jamie Riddle und Richard Murray                                                                            |
| 26. März 2023 | 29   | ITU Triathlon World Cup                              | New Plymouth          | 00:58:13 | |
| 25. Feb. 2023 | 1    | Asia Triathlon Cup                                   | Hongkong              | 00:57:13 | |
| 13. Nov. 2022 | 17   | ITU World Triathlon Cup                              | Viña del Mar          | 00:52:00 | |
| 14. Mai 2022  | 16   | ETU Triathlon European Cup                           | Caorle                | 00:52:10 | Sprintdistanz |
| 12. März 2022 | 16   | ITU Americas Triathlon Cup                           | La Paz                | 01:50:58 | Austragung als Duathlon über 5 km Laufen, 40 km Radfahren und 10 km Laufen                                        |
| 15. Aug. 2021 | 2    | ÖTRV Staatsmeisterschaft Triathlon Sprintdistanz     | Blindenmarkt          |          | Vizestaatsmeister auf der Triathlon Sprintdistanz beim Ausee Triathlon                                            |
| 15. Mai 2021  | 7    | ETU Europe Triathlon Cup                             | Caorle                | 00:53:48 | |
| 17. Aug. 2019 | 1    | Jannersee Triathlon                                  | Lauterach             | 00:40:11 | |
| 18. Mai 2019  | 30   | ITU Triathlon World Cup                              | Cagliari              | 00:53:42 | Sprintdistanz (750 m Schwimmen, 20 km Radfahren und 5 km Laufen)                                                  |
| 5. Mai 2019   | 31   | ITU Triathlon World Cup                              | Madrid                | 00:57:37 | |
| 30. März 2019 | 3    | ATU Triathlon African Cup                            | Scharm asch-Schaich   |          | hinter den beiden Russen Ilya Prasolov und Alexander Bryukhankov                                                  |
| 10. Feb. 2019 | 21   | ITU Triathlon Weltcup                                | Kapstadt              | 00:53:09 | |
| 11. Aug. 2018 | 11   | ETU Triathlon European Championship Mixed Relay      | Glasgow               | 01:17:26 | im Team mit Julia Hauser, Lukas Hollaus und Therese Feuersinger                                                   |
| 20. Juli 2018 | 10   | ETU Sprint Distance Triathlon European Championships | Tartu                 | 00:53:45 | Europameisterschaft auf der Sprintdistanz                                                                         |
| 2. Juni 2018  | 12   | ITU Triathlon World Cup                              | Cagliari              | 00:55:28 | |
| 15. Apr. 2018 | 15   | ETU Triathlon European Cup                           | Melilla               | 01:44:41 | |
| 11. Feb. 2018 | 3    | ITU Triathlon World Cup                              | Kapstadt              | 00:52:49 | hinter dem Sieger Richard Murray                                                                                  |
| 4. Juni 2017  | 10   | ITU Triathlon World Cup                              | Cagliari              | 00:55:42 | |
| 5. Mai 2017   | 10   | ITU Triathlon World Cup                              | Chengdu               | 00:54:21 | Semifinal 3, Elite Men                                                                                            |
| 4. März 2017  | 24   | ITU World Championship Series 2017                   | Abu Dhabi             | 01:57:41 | erstes Rennen der WM-Serie 2017                                                                                   |
| 11. Feb. 2017 | 5    | ITU Triathlon World Cup                              | Kapstadt              | 00:52:08 | |
| 4. Sep. 2016  | 23   | ITU World Championship Series 2016                   | Edmonton              | 00:52:46 | |
| 23. Juli 2016 | 7    | ETU Sprint Triathlon European Cup                    | Rotterdam             | 01:00:23 | |
| 18. Juni 2016 | 10   | ETU Triathlon European Championship U23              | Burgas                | 01:00:23 | U23-Europameisterschaft Triathlon                                                                                 |
| 11. Juni 2016 | 1    | ÖTRV Staatsmeisterschaft Triathlon Sprintdistanz U23 | Neufelder See         |          | als Dritter in der Gesamtwertung                                                                                  |
| 24. Okt. 2015 | 31   | ITU Sprint Triathlon World Cup                       | Tongyeong             | 01:50:48 | Olympische Distanz (1,5 km Schwimmen 40 km Radfahren und 10 km Laufen)                                            |
| 4. Okt. 2015  | 32   | ITU Sprint Triathlon World Cup                       | Cozumel               | 00:56:15 | Sprintdistanz (750 m Schwimmen 20 km Radfahren und 5 km Laufen)                                                   |
| 16. Sep. 2015 | 13   | ITU Triathlon World Championship U23                 | Chicago               | 01:42:40 | U23-Weltmeisterschaft auf der olympischen Kurzdistanz (1,5 km Schwimmen, 40 km Radfahren und 10 km Laufen)        |
| 15. Aug. 2015 | 1    | Jannersee Triathlon                                  | Lauterach             | 00:41:41 | Sieger auf der Sprintdistanz (400 m Schwimmen, 16 km Radfahren und 4 km Laufen)                                   |
| 9. Aug. 2015  | 7    | ETU Sprint Triathlon European Cup                    | Riga                  | 00:54:16 | Sprintdistanz (750 m Schwimmen 20 km Radfahren und 5 km Laufen)                                                   |
| 13. Juni 2015 | 1    | ÖTRV Staatsmeisterschaft Triathlon Sprintdistanz     | Neufeld an der Leitha | 00:57:24 | Erfolgreiche Titelverteidigung am Neufelder See                                                                   |
| 25. Juli 2015 | 19   | ETU Triathlon European Championship U23              | Banyoles              | 01:47:28 | U23-Europameisterschaft Triathlon                                                                                 |
| 3. Mai 2015   | 29   | ETU Triathlon European Cup                           | Antalya               | 01:49:22 | |
| 19. Apr. 2015 | 8    | ETU Triathlon European Cup                           | Melilla               | 01:54:39 | |
| 21. März 2015 | 39   | ETU Triathlon European Cup                           | Quarteira             | 01:54:16 | |
| 15. Feb. 2015 | 4    | ATU Sprint Triathlon African Cup                     | Kapstadt              | 01:00:08 | Sprintdistanz (750 m Schwimmen 20 km Radfahren und 5 km Laufen)                                                   |
| 10. Aug. 2014 | 13   | ETU Sprint Triathlon European Cup                    | Riga                  | 00:54:30 | erster Elite-Wettkampf (750 m Schwimmen, 20 km Radfahren und 5 km Laufen)                                         |
| 7. Juni 2014  | 1    | ÖTRV Staatsmeisterschaft Triathlon Sprintdistanz     | Neufeld an der Leitha | 00:58:07 | Österreichischer Staatsmeister auf der Sprintdistanz im Rahmen des Neufelder Triathlons                           |
| 24. Mai 2014  | 2    | ETU Triathlon European Cup Junior Men                | Brünn                 | 00:59:49 | Sprintdistanz (750 m Schwimmen 20 km Radfahren und 5 km Laufen)                                                   |
| 11. Mai 2014  | 4    | ETU Triathlon European Cup Junior Men                | Vierzon               | 00:57:57 | [ 5 ] |
| 26. Mai 2013  | 1    | ÖTRV Staatsmeisterschaft Triathlon Junioren          | Pörtschach            | 00:55:56 | Junioren-Staatsmeister und Vizestaatsmeister auf der Sprintdistanz hinter Paul Reitmayr beim Wörthersee Triathlon |
| 3. Juni 2012  | 1    | ÖTRV Staatsmeisterschaft Triathlon Junioren          | Pörtschach            |          | Österreichischer Junioren-Staatsmeister auf der Sprintdistanz beim Wörthersee Triathlon                           |

| Datum/Jahr  | Rang | Wettbewerb                               | Austragungsort | Zeit | Bemerkung                                    |
| ----------- | ---- | ---------------------------------------- | -------------- | ---- | -------------------------------------------- |
| 7. Mai 2011 | 1    | ÖTRV Staatsmeisterschaft Duathlon Jugend | Bad Häring     |      | Österreichischer Duathlon-Meister (Junioren) |

| Datum/Jahr | Rang | Wettbewerb                                | Austragungsort | Zeit | Bemerkung |
| ---------- | ---- | ----------------------------------------- | -------------- | ---- | --------- |
| 2011       | 3    | ÖTRV Aquathlon-Staatsmeisterschaft Jugend | Pörtschach     |      |           |

| Datum/Jahr    | Rang | Wettbewerb               | Austragungsort | Zeit     | Bemerkung                             |
| ------------- | ---- | ------------------------ | -------------- | -------- | ------------------------------------- |
| 31. Dez. 2019 | 2    | Silvesterlauf Seekirchen | Seekirchen     | 00:16:37 | 5,73 km; Zweiter hinter Lukas Hollaus |

(DNF – Did Not Finish)